# Liste deutsch-estnischer Städte- und Gemeindepartnerschaften
Dies ist eine noch unvollständige Liste von Städte- und Gemeindepartnerschaften zwischen Deutschland und Estland.
| Deutsche Gemeinde      | Bundesland             | Estnische Gemeinde          | Estnischer Landkreis | seit |
| ---------------------- | ---------------------- | --------------------------- | -------------------- | ---- |
| Ahrensburg             | Schleswig-Holstein     | Viljandi                    | Kreis Viljandi       | 1989 |
| Altenholz              | Schleswig-Holstein     | Paldiski                    | Kreis Harju          | 2006 |
| Annaberg-Buchholz      | Sachsen                | Paide                       | Kreis Järva          | 1992 |
| Bad Segeberg           | Schleswig-Holstein     | Võru                        | Kreis Võru           | 1991 |
| Barsbüttel             | Schleswig-Holstein     | Keila (ehemalige Gemeinde)  | Kreis Harju          | 1993 |
| Bippen                 | Niedersachsen          | Paistu                      | Kreis Viljandi       | 2005 |
| Bützow                 | Mecklenburg-Vorpommern | Sillamäe                    | Kreis Ida-Viru       | 2003 |
| Fladungen              | Bayern                 | Kõo                         | Kreis Viljandi       | 1996 |
| Greifswald             | Mecklenburg-Vorpommern | Tartu (Städtefreundschaft)  | Kreis Tartu          | 2006 |
| Itzstedt               | Schleswig-Holstein     | Ahja                        | Kreis Põlva          | 2000 |
| Kiel                   | Schleswig-Holstein     | Tallinn                     | Kreis Harju          | 1972 |
| Laboe                  | Schleswig-Holstein     | Vihula (ehemalige Gemeinde) | Kreis Lääne-Viru     |      |
| Lübz                   | Mecklenburg-Vorpommern | Valga                       | Kreis Valga          | 1996 |
| Lüneburg               | Niedersachsen          | Tartu                       | Kreis Tartu          | 1993 |
| Lütjenburg             | Schleswig-Holstein     | Rakvere                     | Kreis Lääne-Viru     | 1999 |
| Norderstedt            | Schleswig-Holstein     | Jõhvi                       | Kreis Ida-Viru       | 1989 |
| Norderstedt            | Schleswig-Holstein     | Kohtla-Järve                | Kreis Ida-Viru       | 1989 |
| Preetz                 | Schleswig-Holstein     | Tapa                        | Kreis Lääne-Viru     | 1990 |
| Rendsburg              | Schleswig-Holstein     | Haapsalu                    | Kreis Lääne          | 1989 |
| Schönberg (Kreis Plön) | Schleswig-Holstein     | Haljala                     | Kreis Lääne-Viru     | 1992 |
| Schwerin               | Mecklenburg-Vorpommern | Tallinn                     | Kreis Harju          | 1993 |